# Tutanchamun
Tutanchamun (auch Tutenchamun; ursprünglich Tutanchaton) war ein altägyptischer König (Pharao) der 18. Dynastie (Neues Reich), der etwa von 1332 bis 1323 v. Chr. regierte. Bekannt wurde er, als Howard Carter 1922 im Tal der Könige sein nahezu ungeplündertes Grab (KV62) entdeckte.

## Familie

### Eltern
Der Archäologe und ehemalige Generalsekretär des Supreme Council of Antiquities, Zahi Hawass, hatte zwecks Nachweis der Eltern Tutanchamuns nach Bruchstücken eines Blocks aus Hermopolis für nochmalige Untersuchungen im Magazin suchen lassen, deren Inschrift lautet: Sohn des Königs von seinem Leibe, von ihm geliebt, Tut-anchu-Aton. Der Block war bereits 1969 publiziert worden, nachdem er während der Grabungen in Hermopolis (1929–1939) von Günther Roeder und weiteren Mitarbeitern der Deutschen Hermopolis-Expedition entdeckt worden war. Die Inschrift weist Tutanchamun (hier noch Tutanchaton) als Sohn eines nicht namentlich genannten Königs aus, doch die Beischrift des Blocks nennt neben Tutanchamun auch seine Schwester Anchesenpaaton. Der Teil des Blockes ist jedoch stark beschädigt, weshalb der Name von Anchesenpaaton nur erschlossen werden konnte, aber für beide Königskinder auf Echnaton als Vater hinweisen muss, da Anchesenpaaton nachweislich als Tochter Echnatons in weiteren Inschriften angegeben ist. Zahi Hawass war bereits im Jahr 2008 vor der 2010 durchgeführten DNA-Analyse überzeugt, dass nur Echnaton als Vater von Tutanchamun in Frage komme. Die DNA-Analyse des Jahres 2010 bestätigte diese auch von zahlreichen anderen Ägyptologen vertretene Annahme.
Ein CT-Befund ergab, dass die mittels DNA-Analyse als Tutanchamuns Vater identifizierte Mumie aus Grab KV55 mit etwa 35 bis 45 Jahren gestorben ist. Frühere Schätzungen gingen von einem jüngeren Alter aus. Zahi Hawass erklärte, es sei in Kombination mit der Inschrift nun zweifelsfrei der Beweis erbracht, dass es sich bei der Person aus Grab KV55 um Echnaton und damit um Tutanchamuns Vater handelt. Die als „Younger Lady“ bezeichnete weibliche Mumie KV35YL (da sie mit einer anderen Mumie begraben wurde, die „Elder Lady“ genannt wird) aus Grab KV35 konnte gemäß der durchgeführten Untersuchungen nicht nur als Tutanchamuns Mutter, sondern auch als Schwester der Mumie aus KV55 identifiziert werden. Der Name ist zwar gegenwärtig unbekannt, doch sei die Mutterschaft erwiesen.
An der Zuverlässigkeit der DNA-Analyse wurden vereinzelt Zweifel dahingehend geäußert, dass die Untersuchungsergebnisse aufgrund des Alters und möglicher Verunreinigungen der Proben einige Unsicherheiten beinhalten können. Als alleinige Belege würden sie keine einwandfreie Identifizierung erlauben. Bisher wurden Königin Nofretete, ihre Tochter Maketaton oder auch Echnatons Nebenfrau Kija als mögliche Mütter vermutet. In Sakkara (Bubasteion) befindet sich das Grab der Maia, die nachweislich Amme des Tutanchamun war.

### Geschwister
Nach der bisherigen Fundlage über Tutanchamuns Herkunft hatte er mindestens sechs Schwestern/Halbschwestern: Meritaton, Maketaton, Anchesenpaaton, Neferneferuaton tascherit, Neferneferure und Setepenre. Unsicher ist die Zuordnung des Semenchkare in die Familienverhältnisse, der oft als Bruder/Halbbruder angesehen wird.

### Frau und Kinder
Tutanchamuns Große königliche Gemahlin war Anchesenamun (ursprünglich Anchesenpaaton genannt), Tochter des Echnaton und damit eine Schwester oder Halbschwester Tutanchamuns.
Es gibt keine Funde, die durch Inschriften belegen, dass Tutanchamun und Anchesenamun Kinder hatten. Die beiden in seinem Grab gefundenen mumifizierten Föten, eine Frühgeburt und eine Totgeburt, wurden als seine Töchter angesehen. Dies galt jedoch lange als nicht gesichert, da sich sowohl in Tutanchamuns Grab als auch in KV55 eine Vielzahl von Gegenständen aus der Amarna-Zeit fanden, so dass die Föten möglicherweise ebenfalls aus einem Grab in Amarna entnommen worden sein konnten. Aus dem Fundumstand alleine konnte eine so nahe Verwandtschaft (Vater/Tochter) nur vermutet werden.
Die im Februar 2010 veröffentlichten Ergebnisse von DNA-Untersuchungen ergaben schließlich, dass beide Kindermumien mit ziemlicher Sicherheit Tutanchamuns Töchter waren. Als Mutter beider Föten gilt nach Abschluss der Untersuchungen die Mumie KV21A aus dem Grab KV21. Diese konnte bisher genetisch jedoch nicht als Tochter der Mumie aus KV55, die als Echnaton angesehen wird, bestätigt werden. Deshalb ist unsicher, ob es sich bei dieser Mumie um Tutanchamuns Gemahlin Anchesenamun handelt.

## Herrschaft

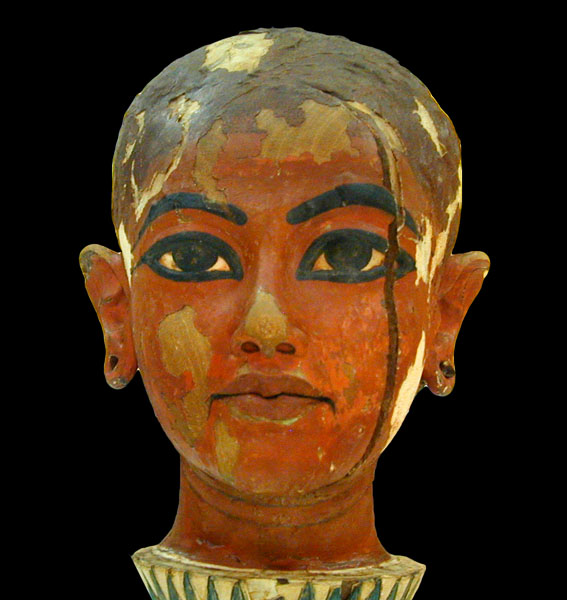
Tutanchamun als Kind, sogenannter „Kopf des Nefertem“, Ägyptisches Museum Kairo (JE 60723)

Tutanchaton bestieg vier Jahre nach dem Tod Echnatons den Thron Ägyptens. Dazwischen lag vermutlich eine dreijährige Regentschaft des Semenchkare beziehungsweise eines Herrschers mit dem Thronnamen Anch-cheperu-Re. Die Identitäten dieser beiden Personen sind unbekannt. Teilweise wird angenommen, dass sich hinter beiden Namen Echnatons königliche Gemahlin Nofretete verbirgt.
Auf Grund seines sehr jungen Alters besteht die Vermutung, dass der Kindkönig durch den Druck der Priesterschaft, hoher Beamter und wohl auch durch Eje, der den Titel „Gottesvater“ führte, stark beeinflusst wurde. Der unmündige König war leicht dazu zu bringen, die Verehrung des Gottes Aton zu beschränken und die Verhältnisse vor Echnatons „Revolution“ wiederherzustellen. Dies zeigt sich in der langsamen Abwendung vom Atonkult zu Beginn und während seiner Regierungszeit. Tutanchamun nimmt bei seiner Thronbesteigung den Thronnamen „Neb-cheperu-Re“ an und wird mit Anchesenpaaton, der dritten Tochter Echnatons, die somit seine Schwester oder Halbschwester war, vermählt.
Er änderte seinen Geburtsnamen von Tutanchaton („lebendes Abbild des Aton“) in Tutanchamun („lebendes Abbild des Amun“ oder „zu Ehren des Amun“) und den seiner Gemahlin von Anchesenpaaton („sie lebt für/durch Aton“) in Anchesenamun („sie lebt für/durch Amun“). Nach der im zweiten Regierungsjahr vorgenommenen Aufgabe von Echnatons neu gegründeter Hauptstadt Achet-Aton (Tell el-Amarna) zog der Königshof nach Memphis um, nicht nach Theben, wie oft fälschlich zu lesen ist.
Der bedeutendste Beleg für die unter Tutanchamun durchgeführte Politik ist seine später von Haremhab in Beschlag genommene „Stele der Restauration“, die in Karnak aufgefunden wurde. Auf ihr wird der Verfall des Reiches unter Aton beschrieben, und er proklamiert die Rückkehr zu den alten Göttern. Im ganzen Land lässt der junge Pharao die Tempel der alten Götter restaurieren. Im Luxortempel wird die Dekoration der Kolonnade vollendet, Karnak erhält zwei neue Kapellen und an der Sphinxallee wird wieder gearbeitet. In Medinet Habu baut er an seinem Totentempel (vielleicht der ehemalige Tempel des Anch-cheperu-Re). Von Gizeh bis nach Nubien gibt es Hinweise auf seine Bautätigkeit. Einige dieser Denkmäler werden jedoch später ebenfalls von Haremhab usurpiert.
Der Übergang von der Amarna-Zeit vollzog sich jedoch nicht plötzlich: In Tutanchamuns Grab befinden sich zahlreiche Gegenstände, auf denen das klassische Motiv der Amarna-Zeit – Aton als lebensspendende Sonnenscheibe – zu sehen ist. Das bekannteste Beispiel ist der Thronsessel, den Tutanchamun in seinen ersten Regierungsjahren benutzte. Auch in der Kunst wirkt die Amarna-Zeit noch lange nach, was besonders an den Elementen Statik und Perspektive zu sehen ist. Somit ist eine erzwungene Abkehr vom alten religiösen Kurs recht unwahrscheinlich, denn in diesem Fall wäre es zu einem Bildersturm gekommen, wobei darauf geachtet worden wäre, sich genau von den alten Stilen abzugrenzen. Es gibt zahlreiche Verbindungen, so dass Ägyptologen die Pharaonen Tutanchamun und Eje ebenfalls zur Amarna-Zeit zählen (manchmal differenziert durch die Zeitangabe „nach Amarna“).
Neben Eje und Haremhab sind noch diverse andere Beamte unter Tutanchamun bezeugt. Der südliche Wesir war ein gewisser Usermonth und Pentu war ein weiterer Wesir, der bisher nur durch eine Topfaufschrift im Grab Tutanchamuns bezeugt ist. Eine bedeutende Persönlichkeit war auch der Schatzhausvorsteher Maya, dessen Grab in Sakkara gefunden wurde und das reich mit Reliefs dekoriert war. Obervermögensverwalter war Iniuia, und Vizekönig von Kusch war schließlich Huy, der vor allem durch sein prachtvoll dekoriertes Grab in Theben bekannt ist. Amenemone war Leiter der königlichen Werkstätten und Goldschmiede. Nachtmin war ein weiterer General. Sennedjem war „Vorsteher der Lehrer“.

## Tod

### Todesursache
Die CT-Untersuchung vom 6. Januar 2005 ergab ein Todesalter von 18 bis 20 Jahren und entsprach früheren wissenschaftlichen Schätzungen des Anatomen Douglas E. Derry (1882–1969) von der Universität Kairo, des Röntgenologen Ronald George Harrison (1921–1983) von der University of Liverpool, des Zahnchirurgen Frank Filce Leek (1903–1985) von der University of Manchester und der Biologin und Ägyptologin Renate Germer von der Universität Hamburg. Leek verwies hierzu 1972 auf einen Tagebucheintrag Carters vom 14. November 1925:

„The result of Drs. Derry and Bey’s study of the bony frame of the mummy, so far exposed, has enabled them to give a definite pronouncement to the age of Tut-ankh-Amen. This controversial question has now been settled and his age definitely fixed between the limits of 17 or 19 years of age. As soon as the upper parts of the mummy are examined an even more precise statement will be possible.“

„Das Ergebnis der Studie von Dr. Derry und Bey’s über das Knochengerüst der bisher freigelegten Mumie hat es ihnen ermöglicht, eine eindeutige Aussage über das Alter von Tutanchamun zu treffen. Diese umstrittene Frage wurde nun geklärt und sein Alter definitiv auf die Altersgrenze zwischen 17 und 19 Jahren festgelegt. Sobald die oberen Teile der Mumie untersucht sind, wird eine noch genauere Aussage möglich sein.“

Die Annahme eines Alters von 23 bis 27 Jahren, zum Beispiel von Gabolde, Wente und Harris, wurde damit widerlegt. Bei dieser Gelegenheit beklagte der damalige Generalsekretär der ägyptischen Altertümerverwaltung, Zahi Hawass, noch einmal den schlechten Zustand der Mumie, den er auf die nicht fachgemäße Behandlung durch Howard Carter zurückführte.
Das Bestattungsdatum kann auf die Zeit Mitte März bis Anfang Mai eingegrenzt werden, da als Grabbeigabe Blumen gefunden wurden, die nur in dieser Jahreszeit blühen. Zwischen Ende Dezember 1324 v. Chr. und Mitte Februar 1323 v. Chr. muss der Tod eingetreten sein, dessen Zeitraum unter Einbeziehung der siebzigtägigen Einbalsamierungsdauer ermittelt werden konnte. Bob Brier erklärte in seinem Buch Der Mordfall Tutanchamun, dass der Tod durch gewaltsame Einwirkungen von außen eingetreten sei. Dabei ging er von einer unnatürlichen Todesursache aus. Er belegte dies mit alten Röntgenaufnahmen, auf denen eine Verletzung des Schädels zu sehen ist. Dies war in Ägyptologenkreisen, aber auch unter Medizinern, sehr umstritten, handelte es sich hierbei doch um ein Missverständnis: Auf der Röntgenaufnahme ist ein abgesplittertes Knochenstück zu sehen, das sich nach dem Tode löste.
Bei der CT-Untersuchung von 2005 stellte sich heraus, dass die Todesursache Tutanchamuns kein Schlag auf den Kopf gewesen sein kann, da keinerlei auf diese Art verursachten Verletzungen am Schädel festgestellt werden konnten. Zur allgemeinen Überraschung ist ein bislang unentdeckter Oberschenkelbruch des linken Beins festgestellt worden. Einige Spezialisten desselben Untersuchungsteams erkannten auch einen Bruch des linken unteren Oberschenkels, dazu einen Bruch der rechten Kniescheibe und des rechten unteren Beines. Der Befund legt nahe, dass die Brüche vor dem Tode Tutanchamuns durch einen Unfall verursacht wurden; Hinweise auf einen Mord ergaben sich nicht. Die meisten Ägyptologen gehen inzwischen von einem Jagdunfall aus, der den späteren Tod Tutanchamuns verursachte. Zahi Hawass schloss sich dieser These an und bestritt energisch die Ernsthaftigkeit einer Mordtheorie, was jedoch im Gegensatz zu früheren Äußerungen steht. Diese müssen jedoch keine ernsthafte Grundlage gehabt haben und können auf anderen Motiven (Presse, Tourismus) basieren.
Weiterhin zeigte sich eine Druckverletzung, die durch einen Schlag oder einen Tumor entstanden sein könnte. Brier entschied sich für einen Schlag, was jedoch ein Trugschluss war – wie durch die CT-Untersuchung von 2005 festgestellt wurde. Das heute fehlende Brustbein und die fehlenden Rippen der Mumie waren nach der Bergung von Carter und Carnarvon noch vorhanden. Ein Foto, das unmittelbar vor der Wiederbeisetzung Tutanchamuns nach Carters Untersuchungen aufgenommen wurde, zeigt die Mumie noch in einem unversehrten Zustand. Nach neuen Erkenntnissen wurden die Beschädigungen in der Zeit des Zweiten Weltkriegs durch Grabräuber verursacht. Um an die Schmuckstücke zu gelangen, die durch das Balsamierungsharz fest mit der Mumie verbunden waren, mussten die Rippen und das Brustbein herausgesägt werden. Die CT-Untersuchung bestätigte diesen Vorgang, da keine Abbrüche, sondern glatte Abtrennungen festgestellt wurden.

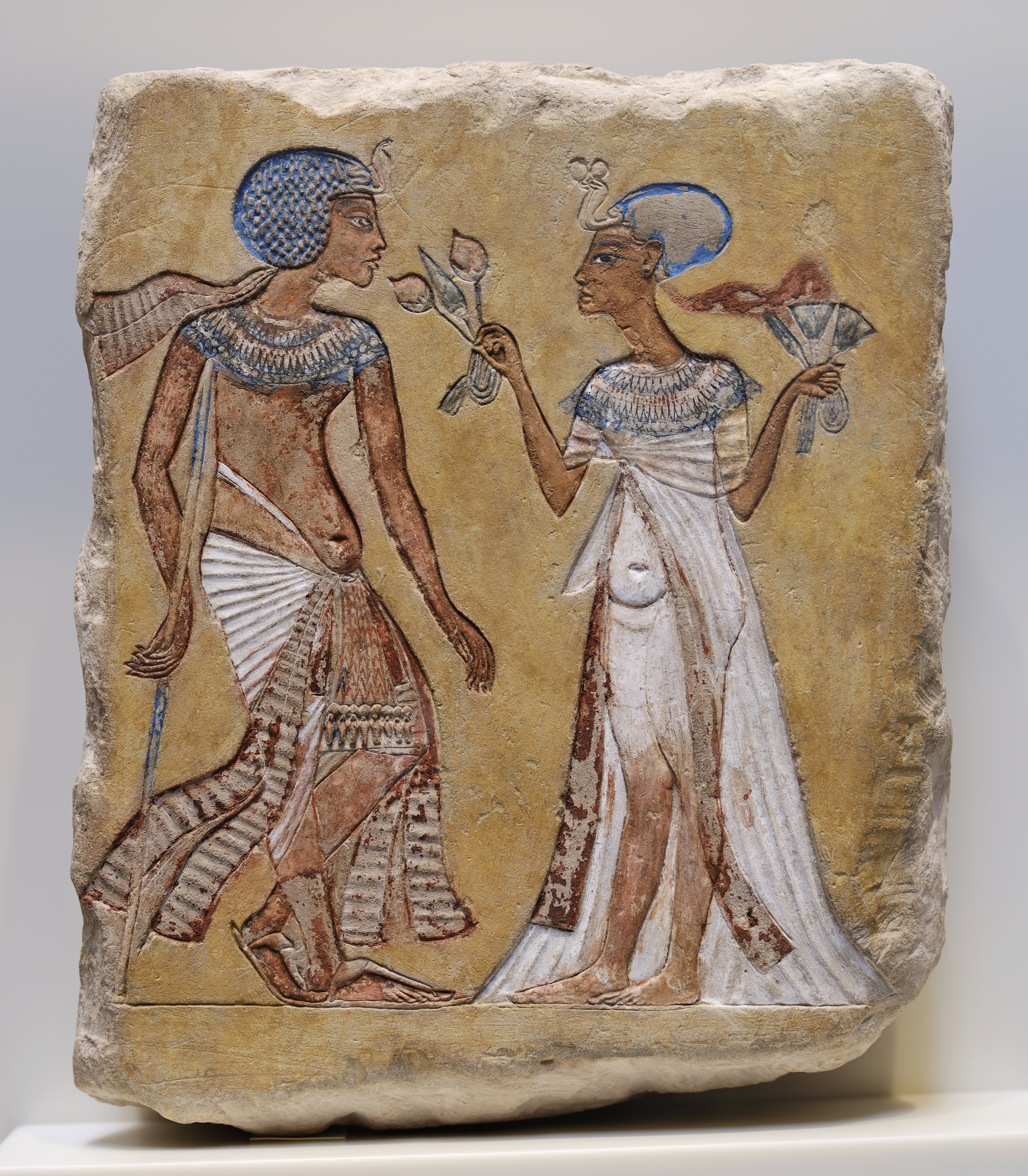
Kalksteinrelief „Spaziergang im Garten“ mit einer Darstellung von Tutanchamun mit Gehstock und Anchesenamun, Neues Museum Berlin (Nr. 15000)

Nach weiteren Untersuchungen der alten Röntgenbilder hatte bereits der untersuchende Radiologe Richard Boyer gefolgert, dass Tutanchamun unter Skoliose (Deformation der Wirbelsäule) litt. Die Untersuchungsbeteiligten der Computertomografie von 2005 konnten eine Skoliose nicht bestätigen und vermuteten, dass die zweifellos vorhandene leichte Wirbelsäulendeformation durch die Mumifizierung verursacht worden sei. Eine CT- und DNA-Untersuchung von 2010 gab hingegen Boyer recht und stellte fest, dass Tutanchamun – wie auch nahe Verwandte einschließlich seines Vaters, vermutlich also Echnaton – sehr wohl unter einer leichten Skoliose gelitten hatte; bei der Mumie seiner Urgroßmutter Tuja wurde sogar eine schwere Form nachgewiesen. Daneben erbrachte die Untersuchung von 2010 auch weitere Knochenkrankheiten bei Tutanchamun (z. B. Morbus Köhler II) und seinen nahen Verwandten. Boyer hatte außerdem röntgenologisch ein Klippel-Feil-Syndrom (Verschmelzen mehrerer Halswirbel miteinander) diagnostiziert, wozu aber weder die CT-Untersuchung von 2005 noch fünf Jahre später die DNA- und CT-Untersuchungen Stellung bezogen. Funde wie das unter dem Namen „Spaziergang im Garten“ bekannte Kalksteinrelief, das nach etablierter Meinung Tutanchamun mit einem Gehstock und Anchesenamun zeigt, führten darüber hinaus zu einer Debatte über den orthopädischen Gesundheitszustand des Königs.
Zahi Hawass nimmt an, dass der König an einer Malariainfektion gestorben sei, da Gen-Abschnitte des Malaria-Parasiten Plasmodium falciparum entdeckt worden waren. Das bezweifeln Christian Timmann und Christian Meyer, Wissenschaftler am Bernhard-Nocht-Institut für Tropenmedizin in Hamburg, und vermuten, dass er an einer Sichelzellenanämie verstorben ist.
Eine neue Untersuchung, die den verzerrenden Einfluss einer durch den Balsamierungsprozess bedingten Überhitzung des Leichnams auf bisherige Analyseergebnisse berücksichtigte, kam 2013 zu dem Schluss, dass Tutanchamun – wie schon früher vermutet – durch einen Unfall ums Leben gekommen sei, und zwar wahrscheinlich bei einem Wagenrennen, jedenfalls nicht durch die Schädelverletzung, die postmortal entstanden sei. Im Gegensatz zur üblichen altägyptischen Mumifizierungspraxis soll dem Leichnam Tutanchamuns das Herz entnommen worden sein, was zu der Annahme führte, dass dieses bei einem Unfall so stark verletzt worden sein könnte, dass es gemäß der damaligen Vorstellung im Jenseits nicht mehr brauchbar gewesen wäre. ORF.at zitiert eine Dokumentation von Channel4 (vom 10. November 2013) basierend auf einer neueren britischen Studie, dass eine „unglaubliche chemische Reaktion“ der Balsamierungsöle zur Selbstentzündung der Öle oder des Leichnams kurz nach seiner Bestattung im Sarkophag geführt hat. Auf diese chemische Reaktion hatte Douglas E. Derry bereits 1925 bei der Untersuchung der Mumie hingewiesen.

## Grab

### Darstellung im Grab
Die Namen des Pharaos, seiner Gattin und des Nachfolgers Eje wurden – so wie die aller Amarna-Könige – schon wenig später von Haremhab oder Sethos I. in allen offiziellen Dokumenten gestrichen und von den Wänden abgekratzt, so dass sie in keiner Königsliste auftauchen. Auf Amenophis III. folgt dort direkt Haremhab. Das Grab entging der völligen Plünderung, da der Eingang mit Abraum vom Aushub des Grabes Ramses’ VI. verschüttet war. Jedoch muss es vorher mindestens zweimal Personen gelungen sein, in das Grab einzudringen.
Lange Zeit wurde von Fachleuten angenommen, dass – obwohl Tutanchamun angeblich in der Nähe seines Großvaters Amenophis III. bestattet sein wollte – ihn sein höchster Berater und Nachfolger Eje II. in einem kleinen, ursprünglich nicht für eine königliche Bestattung vorgesehenen Grab (KV62) im Wadi Biban el-Muluk (Tal der Könige) beisetzen ließ. Nach neueren Überlegungen kamen Ägyptologen jedoch zu der Ansicht, dass Tutanchamuns Grab (KV62) von Anfang an als solches für ihn vorgesehen war, da ein nahe gelegenes Grab (KV55) als das der Kija nachgewiesen wurde.
Sein Nachfolger und engster väterlicher Berater Eje richtete das Begräbnis für Tutanchamun aus, und er wird bereits in dessen Grabkammer, die zu Lebzeiten des noch sehr jungen Pharaos mit den Gemälden und Inschriften angelegt wurde, als sein Nachfolger bei der Mundöffnungszeremonie dargestellt. Normalerweise wurden sofort beim Tod eines Pharaos alle Arbeiten an seiner Grabanlage eingestellt, deswegen dürfte eine solche Darstellung nicht existieren. Hierzu gibt es mehrere Möglichkeiten.
1. Im Grunde konnte niemand vorher wissen, dass Tutanchamun schon mit 18 Jahren sterben würde; Eje selbst aber, mehr als 50 Jahre alt, hätte eigentlich damit rechnen müssen, diesen Pharao nicht zu überleben. Diese vor dem Tod Tutanchamuns angefertigte Darstellung der Mundöffnungszeremonie könnte ein Hinweis darauf sein, dass Eje bei dessen frühem Tod seine Hände im Spiel hatte. Ein mit den Jahren zunehmend selbstbewusst werdender Pharao, der dann womöglich auch noch einen männlichen Nachfolger zeugen würde, war nicht in seinem Interesse.
2. Eje wird als gekrönt dargestellt, das heißt, die Grabwände wurden nach seiner Amtseinhebung und damit nach Tutanchamuns Tod angefertigt. Möglicherweise wurde mit der Tradition gebrochen, um den Pharao nicht ohne ausreichend Schutz und Beistand ins Jenseits zu geleiten. Die hastig, fast schon schlampig ausgeführten Arbeiten und die Rußflecken sprechen dafür. Die Krönung nach dem Tod, aber vor dem Begräbnis des alten Pharaos lässt sich durch Ejes Streben nach der Königswürde erklären.

### Die Schätze des Grabes

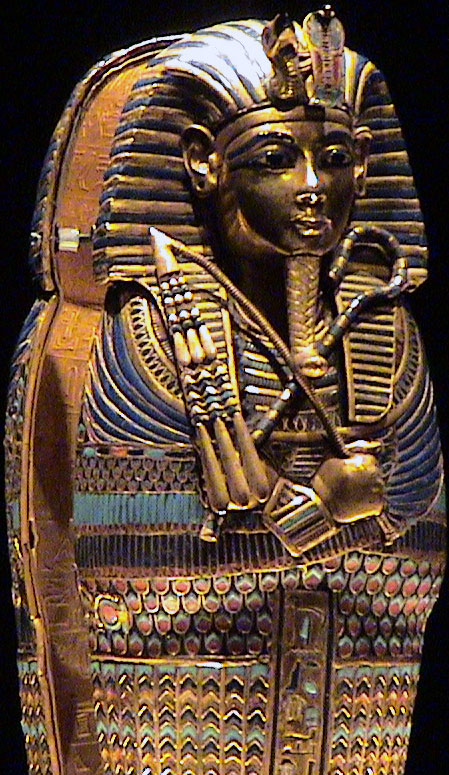
Miniatursarg aus Gold mit dem Spruch der Isis

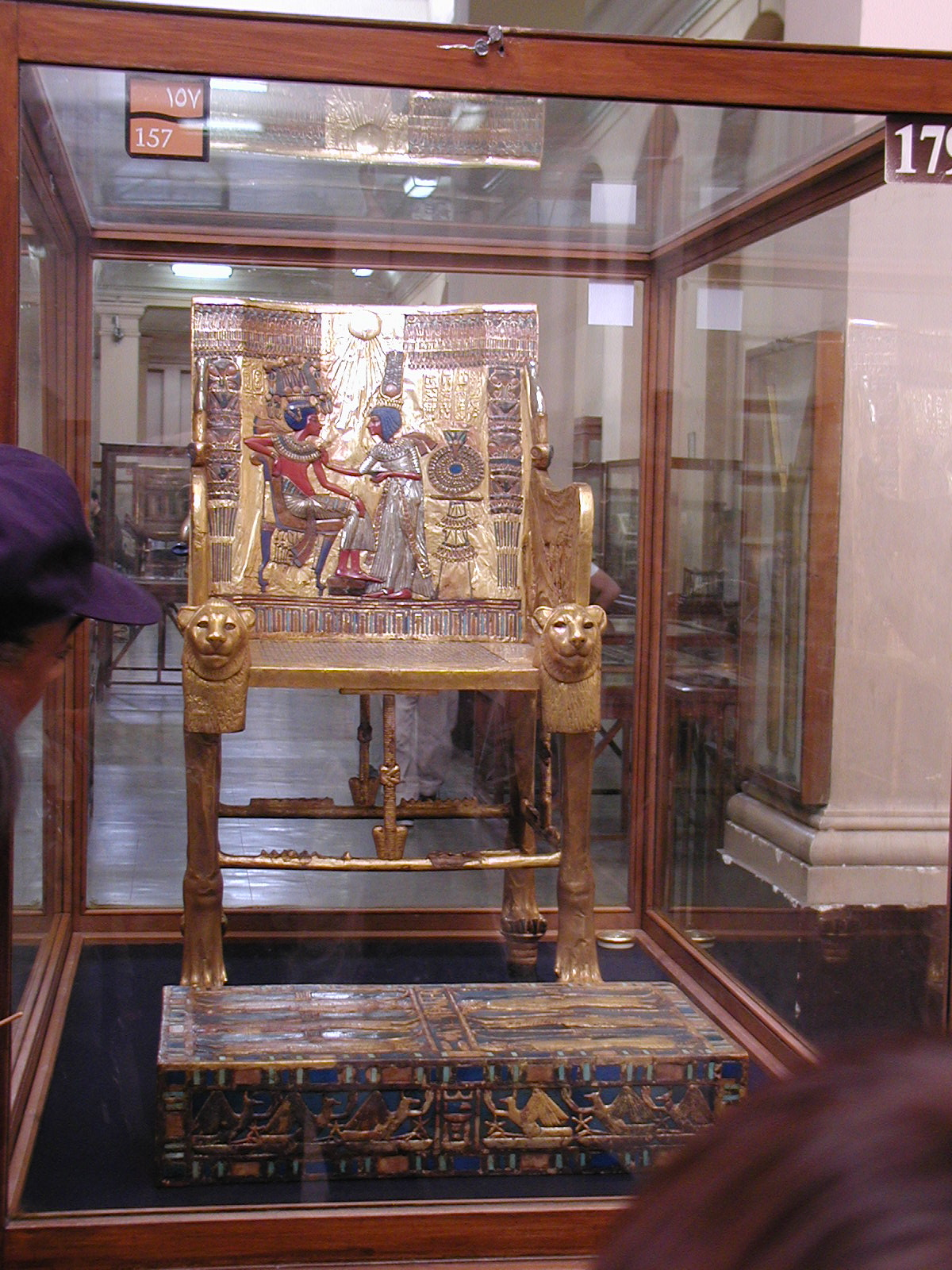
Thron aus dem Grab von Tutanchamun mit Fußschemel, Ägyptisches Museum Kairo, JE 62028

Als Howard Carter 1922 das Grab im Tal der Könige entdeckte, ging die Nachricht davon um die ganze Welt und entfachte großes Interesse, das lange nicht abklang. Das Grab, anfangs als ungeöffnet deklariert, war relativ unversehrt, wie man bei der Graböffnung am 16. Februar 1923 (Öffnung der Wand zwischen Vorraum mit Beigaben und eigentlicher Sargkammer mit Sarkophag) feststellen konnte. Tutanchamun, obwohl nur ein unbedeutender König, hatte eine reichhaltige Menge kostbarer Grabbeigaben. Als einzige Mumie der ägyptischen Könige befindet sich die Mumie Tutanchamuns derzeit in ihrem Grab, wurde aber – um sie besser vor Umwelteinflüssen zu schützen – in einen klimatisierten Plexiglassarg umgebettet.
Die Beigaben im Grab können grob in zwei Gruppen geteilt werden. Es finden sich Objekte, die speziell für die Bestattung des Herrschers hergestellt wurden, und es gibt Objekte, die anscheinend schon im Alltag benutzt und dann mit in das Grab gelegt wurden. Zur Gruppe der speziell für eine Bestattung hergestellten Objekte gehören die Särge, die Kanopen, aber auch ein Set von Götterfiguren in Schreinen, die auch von anderen Königsgräbern des Neuen Reiches bekannt sind und sich bisher nur bei Bestattungen von Königen fanden.
Zur Gruppe der Alltagsgegenstände gehören vor allem die Möbel, Kopfstützen, ein Teil des Schmuckes und andere Utensilien. Die Beigabe von Alltagsgegenständen in Bestattungen ist ein typisches Merkmal der 18. Dynastie (siehe: Grabbeigaben (Altägypten)) und kommt davor und später nur selten vor. Aus diesem Grund ist sicherlich anzunehmen, dass sein Grab für seine Zeit typisch, aber wohl reicher mit Grabbeigaben ausgestattet war als das Grab bedeutender Herrscher wie Cheops oder Sesostris I.

#### Goldene Grabbeigaben
Viele der Grabbeigaben sind aus mit Blattgold verziertem Holz oder reinem Gold, so zum Beispiel eines der berühmtesten Fundstücke: die goldene Totenmaske des Tutanchamun. Sie bedeckte Kopf, Schultern und Brust und wiegt allein gut 12 Kilogramm. Der König ist mit dem für die 18. Dynastie typischen Nemes-Kopftuch dargestellt. Auch die mit Lapislazuli umrandeten Augen sind ein charakteristisches Merkmal. Weder vorher noch später wurden Totenmasken von vergleichbarer Kunstfertigkeit hergestellt. Der äußerste und mittlere Sarg waren vergoldet, wohingegen der innerste Sarg, in dem sich die Mumie befand, aus reinem Gold besteht und ein Gewicht von 110,4 Kilogramm hat. Vergoldet waren auch die vier den Sarkophag umgebenden Holzschreine sowie der kleinere Kanopenschrein mit dem Kanopenkasten, weitere Schreine und Statuen des Königs und verschiedener Gottheiten. Die bekanntesten Statuen sind vermutlich die lebensgroßen Wächterstatuen aus der Vorkammer, die jedoch nur zu einem geringen Anteil aus Gold bestehen.
Ein weiteres wichtiges Fundstück ist der goldene Thron. Die Vorderseite der Rückenlehne ist mit Einlagen aus Halbedelsteinen und Silber versehen und stellt die Salbung des Pharaos durch seine Ehefrau unter den Strahlen des Aton dar, der dem Königspaar je ein Anch-Zeichen entgegenhält. Der Name des Gottes Aton ist hier als „neuer lehrhafter Name des Aton“ belegt, der ab dem 9. Regierungsjahr von Echnaton verwendet wurde. Darüber hinaus ist bemerkenswert, dass sich auf den beiden Armlehnen des Throns beide unterschiedliche Namensvarianten des Königs befinden: auf der linken Armlehne innen die Form Tut-anch-Amun, auf der rechten Armlehne außen die Form Tut-anch-Aton.
Diese Szene ist im Stil der Amarna-Kunst gehalten, wie sie in der Intimität von Echnaton und Nofretete bekannt sind. Die Rückseite der Rückenlehne enthält keine Einlagen im Blattgold und zeigt aus dem Papyrusdickicht auffliegende Enten. Auf den vertikal verlaufenden Holzstreben werden Titel und Namen des Königs und der Königin genannt.
Des Weiteren fanden sich viele goldene Schmuckstücke in Form von Ringen, Ohrringen, Armreifen oder Pektoralen. Außerdem wurden Tutanchamun auch Kleidungsstücke beigegeben, darunter goldene Sandalen, die mit einer Schnur zwischen den großen Zehen verlaufen.

#### Andere Beigaben

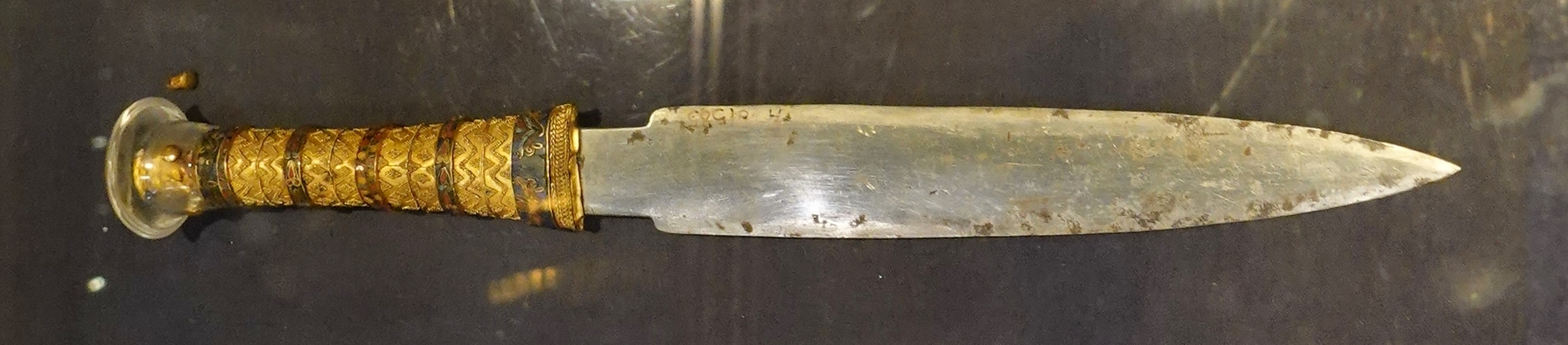
Dolch aus Meteoreisen, gefunden (1925) zwischen den Mumienbinden am rechten Oberschenkel des Tutanchamun, Ägyptisches Museum Kairo (JE 61585)

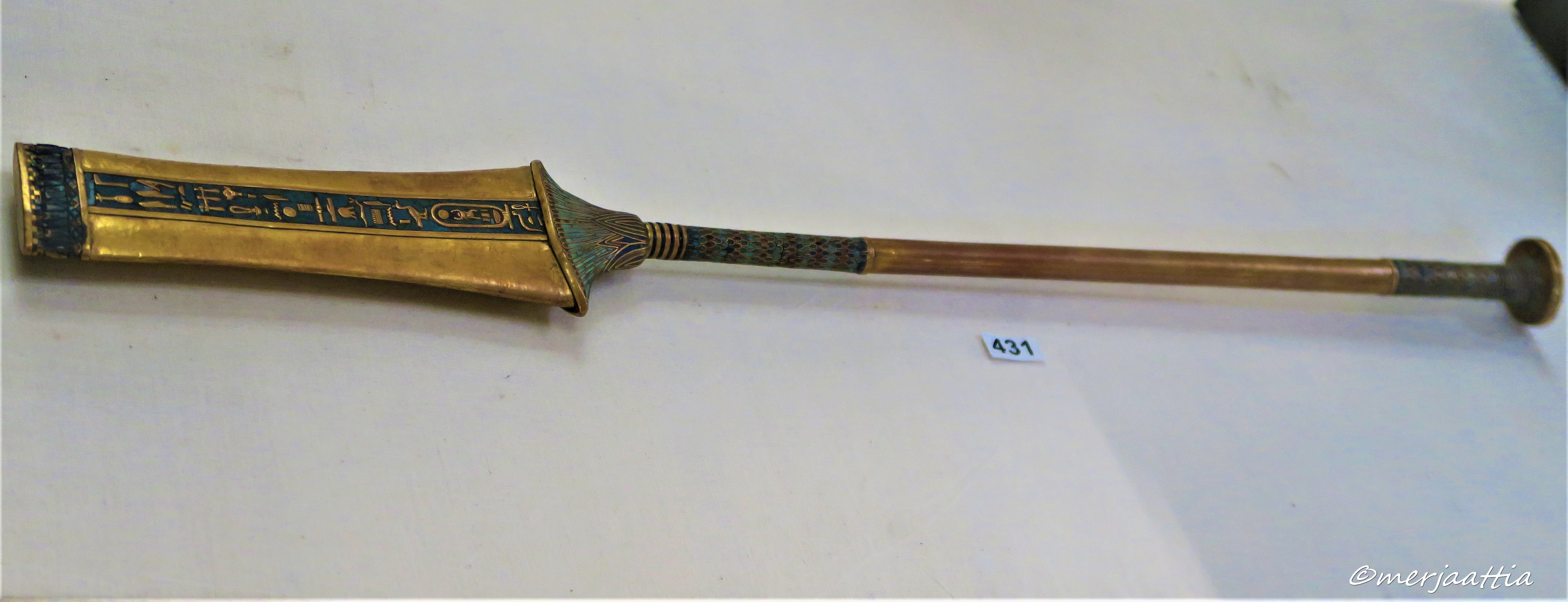
Sechem-Zepter des Tutanchamun, Ägyptisches Museum Kairo (JE 61759)

Weitere wichtige Grabbeigaben waren Pfeil und Bogen sowie mehrere in Einzelteile zerlegte Streitwagen und andere Jagdutensilien, die der junge König wohl auf seinen Jagdzügen verwendet hatte. Ebenso wurde eine Dolchklinge aus Meteoreisen in der Grabkammer gefunden. Auch mehrere Schreibpaletten wurden dem König beigelegt, in denen sogar noch eingetrocknete Farbe gefunden wurde. Eine trägt den Namen von Meritaton, der ältesten Tochter von Echnaton und Nofretete, sowie die Kartusche Nofretetes, welche die Palette als Weihgabe ausweist.
Unter der Fülle der weiteren Einzelteile ist ein goldener, großer Fächer bekannt geworden. Dieser besteht aus einem langen Stab mit einem halbrunden, großen zweidimensionalen Aufsatz. Ursprünglich hatten sich im oberen Aufsatz Straußenfedern befunden; doch nach Carters und Carnarvons regelmäßiger Aufforderung an Besucher, kräftig daran zu ziehen (um sich mit eigenen Augen von der Stabilität zu überzeugen), kam nur der goldene Teil letztlich im Museum an. Ein Blumenkranz fiel ihnen ebenfalls zum Opfer. Die Grabforscher interpretierten diesen romantisch als das Geschenk der trauernden Witwe. Für sein leibliches Wohl wurde dem Pharao auch Wein in Krügen mitgegeben, von denen 26 erhalten waren. Auf diesen sind genau das Weingut, oft sogar die Parzelle der Herkunft verzeichnet. So ist beispielsweise auf Krug Nr. 571 die Inschrift Süßwein des Hauses Aton aus Karet, Kellermeister Ramose zu lesen.
Es fanden sich außerdem trompetenähnliche Blechblasinstrumente, die sogenannten „Scheneb“ (Šnb), die wohl die ältesten erhaltenen Exemplare sind. Diese Instrumente dienten wahrscheinlich als Signalinstrumente im militärischen Bereich.

### Die beiden Föten
Weitere wichtige Grabbeigaben sind die beiden mumifizierten Frühgeburten. Diese sind hingegen der geläufigen Meinung kein Einzelfund; einige weitere Funde mumifizierter Föten sind bekannt. So entdeckte der italienische Archäologe Ernesto Schiaparelli 1903–1906 im Grab (QV 55) des Amuncherchepeschef – eines Sohnes Ramses´ III. – im Tal der Königinnen ebenfalls einen Fötus, vermutlich ein Kind Ramses´ III. Auch im Schacht unterhalb des Grabes von Haremhab wurde das Skelett eines späten Fötus oder einer Frühgeburt gefunden. Des Weiteren sind Bestattungen von Föten auf einem Friedhof römischer Zeit in der Oase Daleh bekannt.
Die beiden Föten wurden in kleinen Särgen, welche keine Namen der Kinder tragen, sondern sie lediglich als „Osiris“, einen Titel, den jeder Tote trug, bezeichnen, im Grab Tutanchamuns gefunden. Sie werden heute unter den Inventarnummern „Carter 317a“ und „Carter 317b“ in der medizinischen Fakultät der Universität Kairo aufbewahrt.
317a ist der kleinere der beiden Föten. Er befand sich bei seiner Entdeckung in einem sehr guten Zustand, er wies sogar Reste der Nabelschnur auf. Der Körper wurde künstlich mumifiziert, so wurden in der Körperhöhle Spuren von mumifizierten Eingeweiden und im Schädel Spuren von Einbalsamierungsmaterial entdeckt. Die Hände des Fötus sind auf die Innenseiten der Oberschenkel gelegt. Die Mumie befindet sich heute allerdings in einem so schlechten Zustand, dass kein Einschnitt zur Entnahme der Organe oder eine Beschädigung des Schädels zur Entnahme des Gehirns nachgewiesen werden konnten. Auch die aus früheren Untersuchungen stammende Angabe, der Fötus sei weiblich, kann heute nicht mehr bestätigt werden. Der Fötus ist 29,9 cm groß und wird auf ein Alter von 24,5 Wochen geschätzt.
Der größere Fötus 317b war bei der Entdeckung weniger gut erhalten, befindet sich heute aber in einem besseren Zustand als 317a. Er ist 36,1 cm groß und weist noch Haarflaum sowie Augenbrauen und Wimpern auf. Die Hände sind zu beiden Seiten des Körpers angelegt. An der Seite der Mumie befindet sich ein 1,8 cm langer Einschnitt, durch den die Eingeweide entnommen wurden. Das Gehirn wurde mit einem winzigen Instrument entnommen. Dieses Werkzeug war so klein, dass es wohl speziell für die Mumifizierung des Fötus angefertigt wurde. Der damals untersuchende Mediziner, Douglas Derry, warf es weg. Der Fötus wurde 30–36 Wochen alt (je nach Untersuchung unterscheiden sich die Daten) und war voll lebensfähig. Allerdings weist er einige genetisch bedingte Anomalien auf: Sprengel-Missbildung, spinale Dysrhaphie sowie eine leichte Skoliose. Der Fötus ist weiblich.
Aufgrund des schlechten Erhaltungszustands konnten keine einwandfreien DNA-Proben der Föten entnommen werden. Bei Fötus 317a waren sie so schlecht, dass keine beweiskräftigen Resultate erzielt werden konnten, bei 317b handelt es sich hingegen mit 99,9%iger Wahrscheinlichkeit um ein Kind Tutanchamuns. Als Mutter des Kindes konnte im Rahmen des 2010 durchgeführten King Tutankhamen Family Projects die Mumie KV21a festgestellt werden. Diese konnte genetisch bisher nicht einer Tochter König Echnatons und somit eventuell Anchesenamun zugeordnet werden. Ihre Identität ist somit bisher ungeklärt.

### Interpretationen
Viele der Grabbeigaben sind Gebrauchsgegenstände des Königs; teilweise benutzte er sie möglicherweise bis zu seinem Tode, teilweise (wie der Kinderthron aus Amarna) waren sie schon seit längerer Zeit nicht mehr in Gebrauch. Es gibt viele Grabbeigaben, die die Namen von Tutanchamuns Verwandten trugen; eine Schreibpalette stammte – wie weiter oben beschrieben – aus dem Besitz Merit-Atons, desgleichen eine Kinderklapper mit einer Widmung der Königin Teje sowie ein Kästchen mit der Darstellung und dem Namen von Nefer-neferu-Re, der zweitjüngsten Tochter Echnatons und Nofretetes.
Die Fundstücke aus Amarna wurden zu einem früheren Zeitpunkt, vor dem Tode des Königs, herbeigeschafft. In der Nähe des Tutanchamun-Grabes liegt das Grab KV55, dessen zerstörte Mumie nach den Befunden einer CT-Untersuchung höchstwahrscheinlich die von Echnaton sein könnte. Der Inhalt des Grabes besteht aus Gegenständen aus Amarna – und zwar von verschiedenen Besitzern. Es wurde wohl eine Expedition nach Amarna geschickt, die neben all diesen Dingen auch die Mumien von Kija, Teje (Grab KV35) und Echnaton mitbrachte. Der Sarkophag ist nach der Rekonstruktion des Deckels eindeutig Echnaton zuzuordnen.

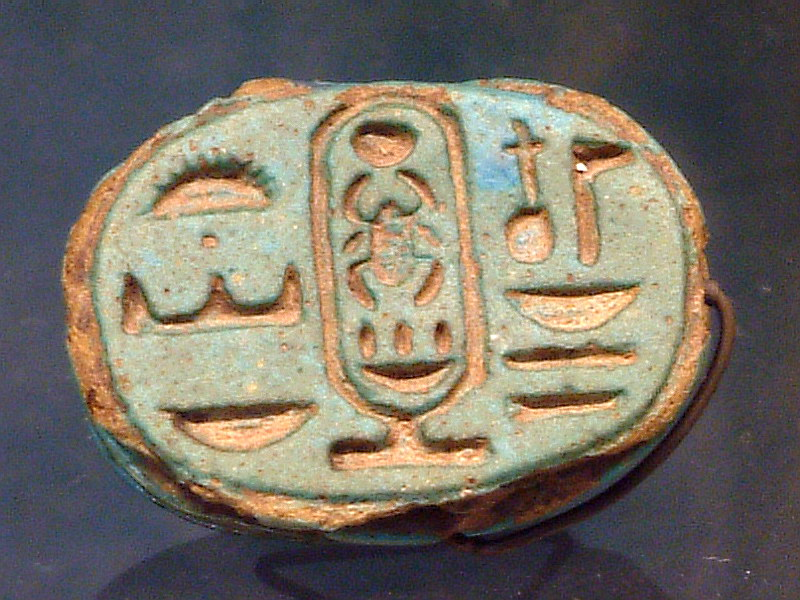
Siegel mit dem Thronnamen von Tutanchamun

Es ist nicht hinreichend geklärt, ob die ägyptische Sitte Geschenke von Verwandten im Grab beinhaltete und ob die Grabbeigaben neu gefertigt wurden oder man Gebrauchsgegenstände ebenfalls mitnahm. Am wahrscheinlichsten ist es, dass sowohl Gebrauchsgegenstände (Amtsinsignien zum Beispiel) mitgenommen als auch einige Stücke speziell für das Jenseits neu gefertigt wurden.
Es gibt jedoch die Möglichkeit, dass das Grab Tutanchamuns überstürzt gefüllt wurde und dass nicht hinter allen alten oder „geschenkten“ Dingen eine bewusste Intention steht. Dafür könnte das Indiz sprechen, dass die Mumie des Königs in sehr kurzer Zeit mumifiziert und eventuell nicht ausreichend ausgetrocknet wurde. Weiterhin hat Christine El-Mahdy bewiesen, dass die Weinkrüge nicht im Laufe der Jahrhunderte austrockneten, sondern dass sie bereits leer waren, als man sie in das Grab legte.
Die Dachamunzu-Affäre, die sich möglicherweise an Tutanchamuns Tod anschloss, wird teilweise als geschickter Schachzug des königlichen Beraters Eje interpretiert, der den General Haremhab, der ebenfalls als Berater fungierte, aus dem Weg schaffen wollte, damit dieser nicht den Thron für sich beanspruchen konnte. Trotz allem ist es nur eine Theorie von mehreren, und man kann die Hinweise auch auf andere Weise interpretieren.

### Der Fluch der Pharaonen
Im Zusammenhang mit den Ausgrabungsarbeiten und dem regen Interesse der Weltpresse verbreitete sich nach der Grabentdeckung die Legende vom Fluch des Pharao. Viel fabuliert wurde über den Fluch der Mumie, der angeblich die Entdecker traf. Einige Mitglieder aus Carters Grabungsteams starben innerhalb der ersten fünf Jahre nach der Hebung des Sarkophags, darunter der Finanzier der Ausgrabungen in KV62, Lord Carnarvon, der am 5. April 1923 durch eine Infektion verstarb.
Die Ursachen der Todesfälle wurden untersucht: Fünf Mitglieder des Entdeckerteams begingen Selbstmord. Als andere Ursachen wurden Infektionen durch Schimmelpilzsporen in der Luft der Grabkammer oder Moskitostiche gesehen. Bereits bei der Graböffnung bestehende Krankheiten führten ebenfalls zum Tod, der auch ohne Verbindung zum Grab eingetreten wäre. Statistische Untersuchungen ergaben sogar ein erhöhtes Durchschnittslebensalter aller angeblichen Opfer.

### Die Funde heute
Die wesentlichen Funde aus dem Grab, darunter die goldene Totenmaske, befanden sich seit der Grabentdeckung im Ägyptischen Museum in Kairo sowie in Magazinen in Kairo und Luxor. Im Zuge des Baus und der geplanten Eröffnung des Großen Ägyptischen Museums (Grand Egyptian Museum – GEM) wurden die Fundstücke in der dortigen Restaurierungswerkstatt bearbeitet und sollen dort erstmals fast vollständig ausgestellt sein. Die Mumie des Pharaos ist die einzige eines ägyptischen Königs, die sich nach Entdeckung und Öffnung des Grabes heute noch in der ursprünglichen Grabstätte im Tal der Könige befindet. Im Zuge der Revolution in Ägypten 2011 kam es zu Plünderungen im Ägyptischen Museum, wovon auch die Fundstücke aus dem Grab des Tutanchamun betroffen waren. Eine kleine vergoldete Statuette (JE 60710.1) und das Oberteil einer weiteren werden seitdem vermisst. Einige andere Statuen wurden zerbrochen, konnten aber wieder restauriert werden.
Im Januar 2015 wurde bekannt, dass die Totenmaske im August 2014 beim Auswechseln von Beleuchtungskörpern an der Panzerglasvitrine beschädigt wurde: der Bart des Pharao brach ab und wurde unfachmännisch mit Harzkleber wieder befestigt. Dabei tropfte Kleber auf die Maske, der anschließend abgekratzt wurde und so weitere Schäden verursachte. Anfang 2016 wurde in dieser Sache Anklage gegen acht Ägypter erhoben, darunter der ehemalige Direktor des Ägyptischen Museums und der damalige Chefrestaurator. Die Maske konnte unterdessen wieder restauriert werden.

### Deutschsprachige Literatur
- Hartwig Altenmüller: Papyrusdickicht und Wüste: Überlegungen zu zwei Statuenensembles des Tutanchamun In: Mitteilungen des Deutschen Archäologischen Instituts, Abteilung Kairo. (MDAIK) Band 47, von Zabern, Mainz 1991, S. 11–19.
- Jan Assmann: Tutanchamun und seine Zeit. In: Thomas Schneider, Mirco Hüneburg: MA’AT – Archäologie Ägyptens, Heft 1. Books on Demand, Norderstedt 2004, ISBN 3-8334-1357-3, S. 24–33.
- Horst Beinlich: Konkordanz der Tutanchamun-Kataloge. In: Göttinger Miszellen. Band 71, Göttingen 1984, S. 11–26 (online).
- Horst Beinlich: Das Totenbuch bei Tutanchamun. In: Göttinger Miszellen. Band 102, Göttingen 1988, S. 7–18 (online).
- Howard Carter, Arthur C. Mace: Tutenchamun. Ein ägyptisches Königsgrab. 3 Bände, Leipzig 1927.
- Christiane Desroches-Noblecourt: Tut-Ench-Amun – Leben und Tod eines Pharao. Ullstein, Frankfurt am Main 1971, ISBN 3-548-04712-2.
- Rosemarie Drenkhahn: Eine Umbettung Tutanchamuns? In: Mitteilungen des Deutschen Archäologischen Instituts, Abteilung Kairo. Band 39, von Zabern, Mainz 1983, S. 29–37.
- Marianne Eaton-Krauss: Tutanchamun als Jäger. In: Göttinger Miszellen. Band 61, Göttingen 1983, S. 49–50.
- Christine El Mahdy: Tutanchamun. Leben und Sterben des jungen Pharao. Goldmann, München 2004, ISBN 3-442-15260-7.
- Michael E. Habicht, Tutanchamun 100 Jahre Entdeckung seines Grabes. 3. Auflage, Epublikation, Berlin 2021, ISBN 978-3-7541-4509-8.
- Zahi Hawass, Sandro Vannini: Tutanchamun. Frederking & Thaler, München 2007, ISBN 978-3-89405-711-4 (Bildband: Grab, Sarkophag, Grabbeigaben und Entdeckungsgeschichte.).
- Zahi Hawass, Wilfried Seipel: Auf den Spuren Tutanchamuns. 1. deutsche Ausgabe, Theiss, Darmstadt 2015, ISBN 978-3-8062-3037-6.
- Dieter Kessler: Zu den Jagdszenen auf dem kleinen goldenen Tutanchamunschrein. In: Göttinger Miszellen. Band 90, Göttingen 1986, S. 35–44.
- Klaus Köller: Anmerkungen zum „Reliefierten Goldblech des Tutanchamun“. In: Göttinger Miszellen. Band 13, Göttingen 1993, S. 79–84.
- Christian E. Loeben: Abbildungskonkordanz zwischen der englischen und der deutschen Ausgabe von Carters Tutanchamun-Publikation. In: Göttinger Miszellen. Band 40, Göttingen 1980, S. 69–80.
- Susanne Martinssen-von Falck: Die großen Pharaonen. Vom Neuen Reich bis zur Spätzeit. Marix, Wiesbaden 2018, ISBN 978-3-7374-1057-1, S. 114–128.
- Hermann A. Schlögl: Echnaton – Tutanchamun. Sammlung Harrassowitz, 1993, ISBN 3-447-03359-2.
- Thomas Schneider: Lexikon der Pharaonen. Albatros, Düsseldorf 2002, ISBN 3-491-96053-3, S. 301–302.
- André Wiese, Andreas Brodbeck (Hrsg.): Tutanchamun – Das goldene Jenseits. Grabschätze aus dem Tal der Könige. Kunst- und Ausstellungshalle der Bundesrepublik Deutschland, Bonn 2004, ISBN 3-905057-17-4 (Katalog der Ausstellung vom 4. November 2004 bis 1. Mai 2005).
- Weltkulturerbe Völklinger Hütte (Hrsg.),  Meinrad Maria Grewenig (Hrsg.): PharaonenGold. 3.000 Jahre altägyptische Hochkultur. (= Katalog zur Ausstellung in der Völklinger Hütte 2019) Edition Völklinger Hütte in der Edition Cantz, Esslingen 2019, ISBN 978-3-947563-40-1.[39]

### Fremdsprachige Literatur
- Darrell D. Baker: The Encyclopedia of the Egyptian Pharaohs, Volume I: Predynastic to the Twentieth Dynasty (3300–1069 BC). Bannerstone Press, London 2008, ISBN 978-1-905299-37-9, S. 479–481.
- Christiane Desroches-Noblecourt: Toutankhamon et son temps. In: Ausstellungskatalog des Petit Palais (Paris). Hrsg.: Ministère d'État des Affaires Culturelles und Ville de Paris, 1967.
- Jacobus van Dijk, Marianne Eaton-Krauss: Tutankhamun at Memphis. In: Mitteilungen des Deutschen Archäologischen Instituts, Abteilung Kairo. Band 42, von Zabern, Mainz 1986, S. 35–41.
- Marianne Eaton-Krauss: Tutankhamun at Karnak. In: Mitteilungen des Deutschen Archäologischen Instituts, Abteilung Kairo. Band 44, von Zabern, Mainz 1988, ISBN 3-8053-1039-0, S. 1–11.
- Hans Goedicke: Tutankhamun’s Shields. In: Göttinger Miszellen. Band 140, Göttingen 1994, S. 27–36.
- J. R. Harris: The Date of the „Restauration“ Stela of Tutankhamun. In: Göttinger Miszellen. Band 5, Göttingen 1973, S. 9–11.
- Erik Hornung: The New Kingdom. In: Erik Hornung, Rolf Krauss, David A. Warburton (Hrsg.): Ancient Egyptian Chronology (= Handbook of Oriental studies. Section One. The Near and Middle East. Band 83). Brill, Leiden / Boston 2006, ISBN 90-04-11385-1, S. 197–217. (online)
- Mary A. Littauer, Joost Crouwel: Unrecognized Linch Pins from the Tombs of Tutankhamun and Amenophis II: A Reply. In: Göttinger Miszellen. Band 100, Göttingen 1987, S. 57–62.
- Boyo G. Ockinga: ti.t Sps.t and ti.t Dsr.t in the Restauration Stele of Tutankhamun. In: Göttinger Miszellen. Band 137, Göttingen 1993, S. 77.
- Robert B. Partridge: Tutankhamun’s Gold Coffin: An Ancient Change in Design? In: Göttinger Miszellen. Band 150, Göttingen 1996, S. 93–98.
- Nicholas Reeves: The Complete Tutankhamun – The King. The Tomb. The Royal Treasure. Thames & Hudson, London 2000 (Paperback), ISBN 0-500-27810-5.
- Nicholas Reeves: Tutankhamun and his Papyri. In: Göttinger Miszellen. Band 88, Göttingen 1985, S. 39–46.
- Robert Ritner: Unrecognized Decorated Linch Pins from the Tombs of Tutankhamon and Amenhotep II. In: Göttinger Miszellen. Band 94, Göttingen 1986, S. 53–56.
- Gay Robins: Two Statues from the Tomb of Tutankhamun. In: Göttinger Miszellen. Band 71, Göttingen 1984, S. 47–50.
- Gay Robins: Isis, Nephthys and Neith Represented on the Sarcophagus of Tutankhamun and in four freestanding statues found in KV62. In: Göttinger Miszellen. Band 72, Göttingen 1984, S. 21–26.
- Gay Robins: The Proportions of Figures in the Decoration of the Tombs of Tutankhamun (KV62) and Ay (KV23). In: Göttinger Miszellen. Band 72, Göttingen 1984, S. 27–32.

## Dokumentarfilme
- Terra X; Tutanchamun - Der Junge hinter der Goldmaske. TV-Dokumentation in HD; Regie: Tom Stubberfield; mit Mirko Drotschmann (Terra-x Moderator); Erstausstrahlung: ZDF am 20. März 2022, 19:30. Mitwirkend: Wolfgang Wettengel (Ägyptologe), Tarek Sayed Taufik (Ägyptologe), Phillip W. Stockhammer (Max-Planck-Institut für evolutionäre Anthropologie), Arto Belekdanian (Ägyptologe), Frank Rühli (Institut für evolutionäre Medizin, Zürich), Christian Eckmann (Römisch-Germanisches Zentralmuseum, Mainz – antike Materialbeschaffung), Salima Ikram (Ägyptologin – Mumienexpertin), Shirin Franggout-Brückner (Architektin).
- Terra X; Pharao Tutenchamun – Die Lösung des Rätsels. TV-Dokumentation, ZDF 2010.
- Tutanchamun, Neues aus dem Grab. TV-Dokumentation in HD, Frankreich 2018, Deutsche TV-Premiere am 27. April 2019 auf arte (online auf: youtube.com, zuletzt abgerufen am 21. März 2022).
- Die Akte Tutanchamun (1) Der Tod des Pharao. TV-Dokumentation (Originaltitel: Secrets of the Dead. GB 2013) Deutsche Erstausstrahlung am 8. Februar 2016 auf ZDFinfo, Mitwirkende: Chris Naunton (Ägyptologe) u. a. (online auf: youtube.com), zuletzt abgerufen am 15. April 2022).
- Die Akte Tutanchamun (2) Die Schätze des Pharao. TV-Dokumentation (Originaltitel: Secrets of the Dead. GB 2013) Deutsche Erstausstrahlung am 8. Februar 2016 auf ZDFinfo, Mitwirkende: Chris Naunton (Ägyptologe), Ralph Mitchell (Mikrobiologe, Harvard University) u. a. (online auf: youtube.com, zuletzt abgerufen am 15. April 2022).
- Der Fall Tutanchamun – Reise in die Ewigkeit (1). (Originaltitel: Tutankhamun: Life, Death and Legacy. Doku-Reihe GB 2019/ BBC Studios für Channel 5) TV-Dokumentation von: Dan Snow, John Sergeant, Jamie Simpson, Raksha Dave; mitwirkend: Salima Ikram (Ägyptologin), Arto Belekdanian (Ägyptologe), Suzanne Oustine (Archäologin), Lady Fiona Carnarvon (Ehefrau von George Reginald Oliver Molyneux Herbert, 8. Earl of Carnarvon), Ashraf Selim (Radiologe), Dominique Levèvre (Ägyptologe), Frank Rühli (Paläopathologe). Auf: phoenix u. a. am 17. April 2022.
- Der Fall Tutanchamun – Das Vermächtnis (2). (Originaltitel: Tutankhamun: Life, Death and Legacy. Doku-Reihe GB 2019/ BBC Studios für Cannel 5) Jamie Simpson u. a.; mitwirkend: Manon Levèvre (Konservatorin), Frank Rühli (Paläopathologe), Colleen Darnell (Ägyptologin). Auf: phoenix u. a. am 17. April 2022.
- Der Fall Tutanchamun – Die Grabkammer (3). (Originaltitel: Tutankhamun: Life, Death and Legacy. Doku-Reihe GB 2019/ BBC Studios für Cannel 5) Jamie Simpson u. a.; mitwirkend: Salima Ikram (Ägyptologin), Glenn Godenho (Ägyptologe), Aliaa Ismail (Konservatorin), Arto Belekdanian (Ägyptologe). Auf: phoenix u. a. am 17. April 2022.
- Geheimnisvolle Tote - Das Rätsel um Tutanchamun. TV-Dokumentation von Paul Bradshaw, David Upshal, GB 2021, deutsche Synchronisation ZDF 2022.
- Tutankhamun: The Truth Uncovered. (Deutscher Titel: Tutanchamun: Die Wahrheit aufgedeckt.) TV-Dokumentation von Tom Stubberfield, GB 2014; Auf: dailymotion.com / Dailymotion, abgerufen am 27. November 2024; dazu Artikel Trotz schöner Maske - Pharao Tutanchamun war hässlich und ein Inzestkind. In: BZ-Berlin. vom 20. Oktober 2014.

## Namensgeber
Nach Tutanchamun und dem Naturschutzgebiet Wadi al-Rajar in der Oase Fajum in Ägypten ist die Walart  „Tutcetus rayanensis“ benannt worden, von der ein Fossil 2023 ebendort entdeckt worden ist.

### Allgemeines
- Literatur von und über Tutanchamun im Katalog der Deutschen Nationalbibliothek
- Marianne Eaton-Krauss: Tutanchamun. In: Michaela Bauks, Klaus Koenen, Stefan Alkier (Hrsg.): Das wissenschaftliche Bibellexikon im Internet (WiBiLex), Stuttgart, 2006 ff., abgerufen am 2. Oktober 2023.
- Sehr umfassende Website über Carters Ausgrabungen, mit Originalfotos, Ausgrabungstagebüchern und vollständiger Liste aller Fundstücke (englisch)
- Umfangreiche Flash Player Animation über Tutanchamum, mit 3-D Schädelrekonstruktion und Grabmalereien (englisch)
- Umfassende Erläuterungen der damaligen Lage für Tutanchamun und seine Gemahlin Anchesenamun mit einigen sehr guten Bildern zur Veranschaulichung

### Zur DNA-Untersuchung
- Jan Dönges: Vaterschaftstest für eine Mumie. DNA-Untersuchung an Tutanchamun liefert neue Erkenntnisse. www.wissenschaft-online.de, 16. Februar 2010, abgerufen am 27. März 2011.
- Terra X: Pharao Tutenchamun – Die Lösung des Rätsels. TV-Dokumentation; ZDF 2010.
- JAMA: Ancestry and Pathology in King Tutankhamun’s Family – DNA-Untersuchungsergebnisse 2010 (englisch)
- Karin Schlott: Königsmumien: Streit um Tutanchamun. In: epoc 4/12. www.spektrum.de, 29. November 2012, S. 76–81, abgerufen am 29. Januar 2013.

### Zur CT-Untersuchung
- Vollständige, offizielle Presseverlautbarung der CT-Untersuchung (englisch)
- Gesichtsrekonstruktion von Tutanchamun von 2005 (Memento vom 30. Juni 2012 im Webarchiv archive.today)

### Ausstellungen
- Tutanchamun-Ausstellung 1980/81 in fünf deutschen Städten (unter der Schirmherrschaft von Anwar el-Sadat und Karl Carstens)
- Tutanchamun – Sein Grab und die Schätze – Erlebnisausstellung mit originalgetreuen Nachbauten der Grabkammern und ca. 1000 Repliken der wichtigsten Fundstücke
- Tutankhamun, the Treasures of the Pharaoh – Letzte Ausstellung originaler Fundstücke außerhalb Ägyptens